# کبوتر دل‌خون میندانائو
کبوتر دل‌خون میندانائو یا کبوتر سینه‌خونی میندانائو (نام علمی: Gallicolumba crinigera) نام یک گونه از تیره کبوتر است.